# Potencial relacionado con evento

Una forma de onda que muestra varios componentes de ERP, incluidos el N100 y el P300. Tenga en cuenta que el ERP se traza con voltajes negativos hacia arriba, una práctica común, pero no universal, en la investigación de ERP.

Un potencial relacionado con evento (ERP, por sus siglas en inglés) es la medida de la respuesta cerebral resultado directo de un evento específico sensorial, cognitivo o motriz. Es decir, es la respuesta electrofisiológica estereotipada a un estímulo. El estudio del cerebro en esta forma provee medios no invasivos de evaluar el funcionamiento del cerebro en pacientes con enfermedades cognitivas. Los ERPs se miden con electroencefalografía (EEG). La magnetoencelografía (MEG) equivalente al ERP es de ERF o campo de evento relacionado.

## Historia
Con el descubrimiento del electroencefalograma (EEG) en 1929, Hank Berger reveló que uno podría medir la actividad eléctrica del cerebro humano mediante la colocación de electrodos en la superficie de la cabeza y la intensificación de la señal. 
Los cambios en voltaje se pueden después representar en un periodo de tiempo. Él observó que los voltajes pueden ser influenciados por eventos externos que estimulan los sentidos. Sin embargo, tiende a ser muy difícil evaluar el proceso neural específico enfocado a la neurociencia cognitiva porque el uso de los datos obtenidos a través de electroencefalogramas hace difícil de aislar los procesos individuales neurocognitivos. Los potenciales relacionados con evento ofrecen un método más sofisticado de extraer eventos sensoriales, cognitivos y motores más específicos usando una simple técnica de promediar. En 1935-1936 Pauline y Hallowell Davis registraron el primer potencial relacionado con evento en humanos despiertos y sus hallazgos fueron publicados unos cuantos años después, en 1939. Debido a la Segunda Guerra Mundial no mucha investigación se llevó a cabo en la década de 1940, pero la investigación sensorial volvió a retomar fuerza en 1950. En 1964, investigaciones hechas por Grey Walter y sus colegas empezaron a modernizar los descubrimientos de los componentes de los potenciales relacionados con evento cuando se presentó el primero, llamada la variación contingente negativa (CNV). Sutton, Braren, and Zubin (1965) hicieron otro avance con el descubrimiento del componente P3. Durante los siguientes quince años, los componentes de los potenciales relacionados con evento se hicieron muy populares. Sobre todo en la década de los 80s con la introducción de computadoras económicas, esto dio pie a la neurociencia cognitiva. Actualmente, el potencial relacionado con evento es uno de los métodos más estudiados en neurociencia cognitiva de investigación para estudiar la relación de los fenómenos fisiológicos de la actividad asociada con el procesamiento de información sensorial, de percepción y de cognición.

## Cálculo
Los ERP pueden ser medidos confiable usando electroencefalografía (EEG), un procedimiento que mide la actividad eléctrica del cerebro durante un periodo de tiempo usando electrodos posicionados sobre el cuero cabelludo. Los EEGs reflejan simultáneamente miles de procesos cerebrales. Esto significa que el cerebro responde a un solo estímulo o el evento de interés generalmente no es visible en el registro de EEG en un solo ensayo. Para ver la respuesta del cerebro a un estímulo, el experimentador debe conducir muchas pruebas (100 o más) y promediar el resultado de ellas, causando que las actividades aleatorias cerebrales se eliminen y dejen solamente la onda conocida como potencial relacionado con evento.
La actividad al azar del cerebro junto con otras señales biológicas (por ejemplo: EOG, EMG, EKG) e interferencia electromagnética constituyen el ruido del registro de los ERP. Este ruido obscurece la señal de interés, que es la secuencia de potenciales relacionados con evento subyacentes en estudio. Desde el punto de vista de ingeniería, es posible definir la relación de señal-a-ruido (SNR) de los potenciales relacionados con evento registrados. La razón por la cual el promedio incrementa el SNR de los potenciales relacionados con evento (haciéndolos confusos y permitiendo su interpretación) tiene una simple explicación matemática siempre y cuando algunas suposiciones sean cumplidas. Estas suposiciones son:
1. La señal de interés es producida por una secuencia de potenciales relacionados con evento bloqueados con latencia de invariable latencia y forma.
2. El ruido puede ser aproximado por el proceso de Gauss, la cual no tiene relación entre pruebas y tampoco está bloqueado al tiempo del evento (esta suposición pueden ser fácilmente violados, por ejemplo, en el caso de un sujeto haciendo pequeños movimientos con su lengua mientras contando mentalmente los objetivos en un paradigma odd-ball.

Habiendo definido {\displaystyle k}, el número de eventos, y {\displaystyle t}, el tiempo recorrido después del evento {\displaystyle k}th, cada evento grabado puede ser escrito como {\displaystyle x(t,k)=s(t)+n(t,k)} donde {\displaystyle s(t)} es la señal y {\displaystyle n(t,k)} es el ruido (nótese que dentro de la suposición mencionada anteriormente, la señal no depende en el evento específico, mientras el ruido si).
El promedio de eventos {\displaystyle N} es 
{\displaystyle {\bar {x}}(t)={\frac {1}{N}}\sum _{k=1}^{N}x(t,k)=s(t)+{\frac {1}{N}}\sum _{k=1}^{N}n(t,k)} .
La esperanza matemática de {\displaystyle {\bar {x}}(t)} es (como se espera) la señal en si, {\displaystyle \operatorname {E} [{\bar {x}}(t)]=s(t)}.
Su varianza es:
{\displaystyle \operatorname {Var} [{\bar {x}}(t)]=\operatorname {E} \left[\left({\bar {x}}(t)-\operatorname {E} [{\bar {x}}(t)]\right)^{2}\right]={\frac {1}{N^{2}}}\operatorname {E} \left[\left(\sum _{k=1}^{N}n(t,k)\right)^{2}\right]={\frac {1}{N^{2}}}\sum _{k=1}^{N}\operatorname {E} \left[n(t,k)^{2}\right]={\frac {\sigma ^{2}}{N}}}.
Por esta razón la amplitud del ruido del promedio de los eventos {\displaystyle N} es {\displaystyle 1/{\sqrt {N}}} más que un solo evento. 
Amplitudes de ruido anchas (como las que ocurren cuando se parpadea o en movimientos artefactos) son generalmente varios órdenes de magnitud mayor que los potenciales relacionados con evento subyacentes. Por lo tanto, los eventos que contienen estos artefactos deben ser removidos antes de promediar. El rechazo de artefactos se puede realizar manualmente por inspección visual o por medio de un procedimiento automatizado basado en umbrales fijos predefinidos ( limitando la amplitud máxima de los EEG) o en umbrales de tiempos variantes derivadas de las estadísticas de la serie de ensayos.

## Ventajas y desventajas relativas

### ERP versus medidas del comportamiento
Comparado con los procedimientos del comportamiento, los potenciales relacionados con evento proporcionan una medida continua de procesamiento entre un estímulo y una respuesta, haciendo posible la determinación de los estados que están siendo afectados por una manipulación experimental específica. Otra ventaja sobre las medidas del comportamiento es que pueden proporcionar una media de procesamiento de estímulos aun cuando no hay cambio en el comportamiento. Sin embargo, debido a la significativamente pequeño tamaño de un potencial relacionado con evento, generalmente se necesita un tamaño de muestra grande para medirla correctamente.

### ERP versus Otras Medidas Fisiológicas

#### Invasividad
A diferencia de los micro electrodos, los cuales requieren intervención en el cerebro, y de los escaneos PET, que exponen a los humanos a la radiación, los potenciales relacionados con evento usan EEG,que es no invasivo. 

#### Resolución temporal y espacial
Los potenciales relacionados con evento proporcionan una excelente resolución temporal de 1 ms o mejor. La resolución espacial de un potencial relacionado con evento es actualmente indefinida siendo imposible la localización definitiva de potenciales relacionados con evento. Esto genera una importante desventaja para el potencial relacionado con evento con relación a las medidas hemodinámicas (fMRI y PET) las cuales tienen una resolución espacial de rango de un milímetro. El hecho de que los potenciales relacionados con evento no puedan ser localizados fácilmente hace extremadamente difícil el aislamiento de un componente potencial relacionado con evento sencillo del componente general. 

#### Costo
La investigación en potenciales relacionados con evento es mucho económica de hacer que otras técnicas de imagen tales como fMRI y PET. Esto se debe a que la compra y mantenimiento de un sistema EEG es menos cara que los otros sistemas.

## ERP Clínico
Médicos y neurólogos algunas veces utilizan un estímulo de percepción visual tipo ajedrez para encontrar cualquier daño o trauma en el sistema visual. En una persona sana, este estímulo produce una fuerte respuesta en la corteza visual primaria localizada en el lóbulo occipital, en la parte posterior del cerebro. 
Anormalidades del componente ERP en la investigación clínica han sido encontradas en condiciones neurológicas tales como:
1. Demencia[8]
2. Enfermedad de Parkinson[9]
3. Esclerosis múltiple[10]
4. Traumatismo craneoencefálico[11]
5. Infarto[12]
6. Trastorno Obsesivo Compulsivo[13]

## Investigación en ERP
Los potenciales relacionados con evento son utilizados ampliamente en neurociencias, Psicología cognitiva, ciencia cognitiva, e investigación psicofisiológica. Psicólogos experimentales y científicos en neurociencias han descubierto estímulos que inducen potenciales relacionados con evento en participantes. La sincronía de estas respuestas que proporciona una medida de la sincronía de la comunicación del cerebro o de la sincronía del procesamiento de la información. Por ejemplo, en el paradigma del tablero de ajedrez, descrito arriba, la primera respuesta de los participantes sanos de la corteza visual es alrededor de 50 a 70 ms. Esto pudiera indicar que esta es la cantidad de tiempo que toma para que los estímulos visuales transducidos alcancen la corteza después de que la luz entra al ojo. Alternativamente, la respuesta P300 ocurre alrededor de los 300 ms en el paradigma odd-ball, por ejemplo, sin considerar el tipo de estímulo presentado: visual, táctil, auditorio, olfatorio, gustativo, etc. Debido a esta invariancia general con respecto al tipo de estímulo, el componente P300 se entiende que refleja una alta respuesta cognitiva a estímulos inesperados y/o estímulos cognitivamente sobresalientes.
Debido a la consistencia de la respuesta P300 a los estímulos nuevos, se puede construir una interfaz cerebro-computador (BCI) que se base en la respuesta P300. Al acomodar varias señales en un tablero, con los renglones del tablero destellando aleatoriamente, como en el paradigma previo, y observando las respuestas P300 de un sujeto mirando el tablero de ajedrez, el sujeto puede comunicar qué estímulo está observando, y así lentamente “escribir” palabras.
Otros potenciales relacionados con evento utilizados frecuentemente en la investigación, especialmente en la investigación neurolingüística, incluyen el ELAN, N400, y el P600/SPS.